# Primorska Banovina

Primorska Banovina

De Primorska Banovina of Primorska Banaat (Bosnisch, en Kroatisch: Primorska banovina) was een provincie (Banovina van het Koninkrijk Joegoslavië tussen 1929 en 1939. De provincie omvatte Dalmatië en ook delen van Bosnië en Herzegovina. De hoofdstad van de Primorska Banovina was Split.

## Geschiedenis
In 1939 ging de banovina samen met de Sava Banovina en vormde zo de nieuwe Banovina van Kroatië.
In 1941, tijdens de Tweede Wereldoorlog, bezetten de asmogendheden het vroegere Primorska Banovina. Enkele kustgebieden zoals Split en Zadar werden door het fascistische Italië ingelijfd, de rest ging naar de Onafhankelijke Staat Kroatië. Na de oorlog werd het gebied verdeeld tussen Kroatië en Bosnië.